# Clarence Center (New York)
Clarence Center is een plaats (Census-designated place) in de Amerikaanse staat New York, en valt bestuurlijk gezien onder Erie County. Clarence Center ligt in de Town of Clarence.
Bij de volkstelling in 2000 werd het aantal inwoners vastgesteld op 1747.

## Geografie
Volgens het United States Census Bureau beslaat de plaats een oppervlakte van 5,5 km², geheel bestaande uit land. Clarence Center ligt op ongeveer 193 m boven zeeniveau.

## Vliegtuigongeluk
Op 12 februari 2009 stortte vlucht 3407 van Continental Airlines neer op een huis in Clarence Center. Er vielen 49 doden.